# Данвілл (Айова)
Данвілл (англ. Danville) — місто (англ. city) в США, в окрузі Де-Мойн штату Айова. Населення — 927 осіб (2020).

## Географія
Данвілл розташований за координатами 40°51′36″ пн. ш. 91°18′52″ зх. д. / 40.86000° пн. ш. 91.31444° зх. д. (40.860037, -91.314558).  За даними Бюро перепису населення США в 2010 році місто мало площу 1,95 км², уся площа — суходіл.

## Демографія
Згідно з переписом 2010 року, у місті мешкали 934 особи в 362 домогосподарствах у складі 262 родин. Густота населення становила 478 осіб/км².  Було 387 помешкань (198/км²).
Расовий склад населення:
| - 96,1 % — білих - 1,8 % — чорних або афроамериканців - 0,5 % — азіатів - 0,2 % — корінних американців |

До двох чи більше рас належало 1,1 %. Частка іспаномовних становила 1,3 % від усіх жителів.
За віковим діапазоном населення розподілялося таким чином: 25,9 % — особи молодші 18 років, 54,4 % — особи у віці 18—64 років, 19,7 % — особи у віці 65 років та старші. Медіана віку мешканця становила 38,9 року. На 100 осіб жіночої статі у місті припадало 93,4 чоловіків;  на 100 жінок у віці від 18 років та старших — 91,2 чоловіків також старших 18 років.
Середній дохід на одне домашнє господарство  становив 58 106 доларів США (медіана — 50 694), а середній дохід на одну сім'ю — 69 401 долар (медіана — 65 000). Медіана доходів становила 42 366 доларів для чоловіків та 27 308 доларів для жінок. За межею бідності перебувало 5,2 % осіб, у тому числі 8,9 % дітей у віці до 18 років та 3,5 % осіб у віці 65 років та старших.
Цивільне працевлаштоване населення становило 496 осіб. Основні галузі зайнятості: освіта, охорона здоров'я та соціальна допомога — 22,2 %, виробництво — 19,8 %, роздрібна торгівля — 11,9 %, будівництво — 9,1 %.